# Mgławica Jajko
Mgławica Jajko (również CRL 2688) – mgławica protoplanetarna znajdująca się w gwiazdozbiorze Łabędzia w odległości około 3000 lat świetlnych. Jej średnica wynosi około 0,4 roku świetlnego.
Centralna gwiazda tej mgławicy kilkaset lat temu była czerwonym olbrzymem. Ukryta jest za ciemnym bąblem pyłu widocznym jako centralny ciemny pas materii. Umierająca gwiazda odrzuca materię gwiazdową z prędkością 20 km/s. Różne fragmenty tej mgławicy mają różną gęstość, na co wskazują charakterystyczne łuki pochodzące od czterech strumieni światła. Przypomina to warstwy cebuli, gdyż kolejne warstwy rozproszonych obłoków wokół znajdującego się w centrum kokonu powstały na skutek występujących co kilkaset lat okresowych erupcji kolejnych porcji materii umierającej gwiazdy. Światło centralnej gwiazdy przebija się przez cieńsze części bąbla i jest odbijane od zewnętrznych warstw mgławicy.